# Blaming the victim (William Ryan)
Blaming the victim, en français «Blâmer la victime», est un essai du psychologue américain William Ryan (en) paru en 1971. Le livre critique le discours qui impute aux Afro-Américains pauvres la responsabilité de leur condition socio-économique dévalorisée - un discours qui s'est diffusé dans les années 1960.

## Thèses principales
Le livre de Ryan déconstruit notamment les théories exposées dans un rapport intitulé The Negro Family : The Case for National Action, rédigé en 1965 par Daniel Patrick Moynihan. Ce rapport attribue la pauvreté de certains quartiers de villes américaines à la déstructuration des familles afro-américaines, et considère que pour lutter contre la misère il faudrait consolider les familles noires. William Ryan souligne des causes cruciales de la pauvreté occultées dans le rapport, comme les facteurs économiques, ou le racisme institutionnel aux Etats-Unis qui rend les chances inégales pour les Blancs et les Noirs.
L'auteur analyse également les biais qui expliquent l'importance disproportionnée accordée à de prétendus facteurs familiaux lorsqu'il s'agit des Afro-Américains, et la relégation à l'arrière-plan, dans l'analyse de leur situation, d'autres relations de causalité habituellement admises. L'ouvrage de W. Ryan présente les auteurs de réformes sociales comme des « blâmeurs de victimes » qui, selon lui, «collaborent à l’oppression des pauvres en leur trouvant des défauts inhérents, tout en ignorant les forces sociales et économiques qui engendrent et perpétuent la pauvreté».
Pour William Ryan, le « blâme de la victime » est une idéologie. L'auteur fait référence à « l’idéologie de la pathologie sociale » telle que définie par Charles W. Mills : les sociologues et psychologues blâmeurs de victimes évitent d'envisager la possibilité d'une distribution plus équitable des richesses à l'échelle de la société entière, et isolent une pseudo  «pathologie culturelle» qui serait spécifique à un groupe, une sorte de maladie affectant une catégorie de personnes pauvres qu'il suffirait de traiter pour apporter une réponse aux inégalités et aux injustices sociales.
Le livre est à l'origine de la diffusion et de la popularité de l'expression « victim blaming », ou culpabilisation de la victime,,.